# Festivali i Këngës 2015
Il cinquantaquattresimo Festivali i Këngës si è svolto presso il Palazzo dei Congressi di Tirana dal 25 al 27 dicembre 2015 e ha selezionato il rappresentante dell'Albania all'Eurovision Song Contest 2016 di Stoccolma.
Il festival è stato vinto dalla cantante Eneda Tarifa con la canzone Përrallë.

## Organizzazione
Il concorso è stato suddiviso in due semifinali, svoltesi il 25 e il 26 dicembre 2015 e che hanno visto competere 15 partecipanti ciascuno, e la finale, svoltasi il 27 dicembre per selezionare il vincitore.
L'organizzazione dell'evento è spettata all'emittente albanese Radio Televizioni Shqiptar (RTSH).
Il punteggio, sia nelle semifinali che nella finale, è stato assegnato unicamente da una giuria, composta da:
- Pirro Çako, cantautore
- Helidon Haliti, pittore
- Ilirjan Zhupa, poeta e scrittore
- Françesk Radi, cantante
- Olta Boka, cantante e rappresentante dell'Albania all'Eurovision 2008
- Jehona Sopi, cantante
- Alban Nimani, cantante

## Partecipanti
RTSH ha invitato i cantanti interessati a presentare le proprie canzoni, rigorosamente in lingua albanese, entro il 30 settembre 2015.
L'emittente ha ricevuto un totale di 70 canzoni per poi annunciare le 30 che avrebbero partecipato al festival.
| Artista                        | Titolo                      | Musica (m) e testo (t)                      |
| ------------------------------ | --------------------------- | ------------------------------------------- |
| Adrian Lulgjuraj               | Jeto dhe ëndërro            | Adrian Lulgjuraj (m & t)                    |
| Andi Tanko                     | Dielli vazhdon të më ngrohë | Etmond Mancaku (m & t)                      |
| Aslajdon Zaimaj                | Merrmë që sot               | Briz Musaraj (m) e Gerald Xhari (t)         |
| Besa Krasniqi                  | Liroje zemrën               | Besa Krasniqi (m & t)                       |
| Dilan Reka                     | Buzëqesh                    | Endri Sina (m) e Ergisa Cenuka (t)          |
| Egert Pano                     | Mos ik                      | Egert Pano (m) e Enrieta Sina (t)           |
| Egzon Pireci                   | Triumf                      | Faton Dolaku (m) e Egzon Pireci (t)         |
| Eneda Tarifa                   | Përrallë                    | Olsa Toqi (m & t)                           |
| Enxhi Nasufi                   | Infinit                     | Klodian Qafoku (m) e Florian Zyka (t)       |
| Erga Halilaj                   | Monolog                     | Gjergj Kaçinari (m) e Erga Halilaj (t)      |
| Evans Rama                     | Flakë                       | Gent Lako (m) e Helena Halilaj (t)          |
| Flaka Krelani                  | S'je për mua                | Qëndrim Krelani (m & t)                     |
| Florent Abrashi                | Të ndjek çdo hap            | Fabian Asslani (m & t)                      |
| Genc Tukiçi                    | Sa të dashuroj              | Genc Tukiçi (m & t)                         |
| Jozefina Simoni                | Një det me ty               | Enis Mullaj (m) e Sokol Marsi (t)           |
| Klajdi Musabelliu              | Ndodh edhe kështu           | Klajdi Musabelli (m) e Perikli Papingji (t) |
| Klodian Kaçani & Rezarta Smaja | Dashuri në përjetësi        | Edmond Zhulali (m) e Agim Doçi (t)          |
| Kozma Dushi                    | Një kafe                    | Vladimir Kotani (m) e Jorgo Papingji (t)    |
| Kristi Popa                    | Ajo çfarë ndjej             | Kristi Popa (m) e Jorgo Papingji (t)        |
| Lindi Islami                   | Për një mrekulli            | Lindi Islami (m) e Gerald Xhari (t)         |
| Luiz Ejlli                     | Pa mbarim                   | Marian Deda (m) e Agim Doçi (t)             |
| Niku & Entela Zhula            | Muza                        | Entela Zhula (m & t)                        |
| Nilsa Hysi                     | Asaj                        | Indri Topi (m) e Nilsa Hysi (t)             |
| Orgesa Zaimi                   | Një shishe në oqean         | Diana Ziu (m) e Agron Tufa (t)              |
| Renis Gjoka                    | Ato që s'ti them dot        | Renis Gjoka (m & t)                         |
| Revolt Klan                    | Dashurinë s'e gjejmë dot    | Revolt Klan (m & t)                         |
| Sigi Bastri                    | Engjëll i lirë              | Endrit Shani (m) e Silivi Bastri (t)        |
| Simbol                         | Artiste                     | Martin Çipi (m) e Simbol (t)                |
| Teuta Kurti                    | Në sytë e mi                | Sokol Marsi (m & t)                         |
| Voltan Prodani                 | Dëgjoje këngën o Atë        | Voltan Prodani (m) e Zhuljana Jorganxhi (t) |

## Semifinali
- Qualificati per la finale

| Ordine | Artista          | Titolo               |
| ------ | ---------------- | -------------------- |
| 1      | Egzon Pireci     | Triumf               |
| 2      | Simbol           | Artiste              |
| 3      | Voltan Prodani   | Dëgjoje këngën o Atë |
| 4      | Adrian Lulgjuraj | Jeto dhe ëndërro     |
| 5      | Sigi Bastri      | Engjëll i lirë       |
| 6      | Dilan Reka       | Buzëqesh             |
| 7      | Luiz Ejlli       | Pa mbarim            |
| 8      | Nilsa Hysi       | Asaj                 |
| 9      | Orgesa Zaimi     | Një shishe në oqean  |
| 10     | Erga Halilaj     | Monolog              |
| 11     | Florent Abrashi  | Të ndjek çdo hap     |
| 12     | Teuta Kurti      | Në sytë e mi         |
| 13     | Kozma Dushi      | Një kafe             |
| 14     | Aslajdon Zaimaj  | Merrmë që sot        |
| 15     | Egert Pano       | Mos ik               |

| Ordine | Artista                        | Titolo                      |
| ------ | ------------------------------ | --------------------------- |
| 1      | Kristi Popa                    | Ajo çfarë ndjej             |
| 2      | Klodian Kaçani & Rezarta Smaja | Dashuri në përjetësi        |
| 3      | Revolt Klan                    | Dashurinë s'e gjejmë dot    |
| 4      | Jozefina Simoni                | Një det me ty               |
| 5      | Andi Tanko                     | Dielli vazhdon të më ngrohë |
| 6      | Niku & Entela Zhula            | Muza                        |
| 7      | Genc Tukiçi                    | Sa të dashuroj              |
| 8      | Evans Rama                     | Flakë                       |
| 9      | Besa Krasniqi                  | Liroje zemrën               |
| 10     | Enxhi Nasufi                   | Infinit                     |
| 11     | Flaka Krelani                  | S'je për mua                |
| 12     | Renis Gjoka                    | Ato që s'ti them dot        |
| 13     | Lindi Islami                   | Për një mrekulli            |
| 14     | Eneda Tarifa                   | Përrallë                    |
| 15     | Klajdi Musabelliu              | Ndodh edhe kështu           |

## Finale
La finale ha visto competere i 22 artisti selezionati nelle due semifinali. Sono stati annunciati solo i primi 10.
| Ordine | Artista                        | Titolo               | Posizione |
| ------ | ------------------------------ | -------------------- | --------- |
| 1      | Sig Bastri                     | Engjëll i lirë       | -         |
| 2      | Klodian Kaçani & Rezarta Smaja | Dashuri në përjetësi | 4         |
| 3      | Dilan Reka                     | Buzëqesh             | 7         |
| 4      | Adrian Lulgjuraj               | Jeto dhe ëndërro     | -         |
| 5      | Erga Halilaj                   | Monolog              | -         |
| 6      | Evans Rama                     | Flakë                | 10        |
| 7      | Jozefina Simoni                | Një det me ty        | -         |
| 8      | Egert Pano                     | Mos ik               | -         |
| 9      | Genc Tukiçi                    | Sa të dashuroj       | -         |
| 10     | Kozma Dushi                    | Një kafe             | -         |
| 11     | Luiz Ejlli                     | Pa mbarim            | -         |
| 12     | Teuta Kurti                    | Në sytë e mi         | 8         |
| 13     | Besa Krasniqi                  | Liroje zemrën        | -         |
| 14     | Nilsa Hysi                     | Asaj                 | 6         |
| 15     | Kristi Popa                    | Ajo çfarë ndjej      | -         |
| 16     | Flaka Krelani                  | S'je për mua         | 3         |
| 17     | Enxhi Nasufi                   | Infinit              | 5         |
| 18     | Lindi Islami                   | Për një mrekulli     | -         |
| 19     | Florent Abrashi                | Të ndjek çdo hap     | -         |
| 20     | Eneda Tarifa                   | Përrallë             | 1         |
| 21     | Renis Gjoka                    | Ato që s'ti them dot | 9         |
| 22     | Aslajdon Zaimaj                | Merrmë që sot        | 2         |

## All'Eurovision Song Contest
Come già accaduto in passato, Eneda Tarifa ha scelto di partecipare con la versione inglese del brano, chiamata Fairytale.
L'Albania si è esibita nella seconda semifinale del 12 maggio, classificandosi 16ª con 45 punti e non qualificandosi per la finale.

### Giuria
La giuria albanese per l'Eurovision Song Contest è composta da:
- Edison Misso, professore universitario presso l'Università delle Arti di Tirana e presidente della giuria;
- Kejsi Tola, cantante (rappresentante dell'Albania all'Eurovision 2009);
- Flamur Shehu, compositore;
- Nisida Tufa, giornalista;
- Agim Doçi, paroliere e scrittore.

### Voto

#### Punti assegnati all'Albania
| Giurie               | Giurie     | Giurie     | Giurie     | Giurie |
| 12                   | 10         | 8          | 7          | 6      |
| -------------------- | ---------- | ---------- | ---------- | ------ |
|                      |            | - Serbia   |            |        |
| 5                    | 4          | 3          | 2          | 1      |
|                      |            |            | - Bulgaria |        |
| Televoto             |            |            |            |        |
| 12                   | 10         | 8          | 7          | 6      |
| - Macedonia del Nord | - Svizzera | - Italia   |            |        |
| 5                    | 4          | 3          | 2          | 1      |
|                      |            | - Slovenia | - Belgio   |        |

#### Punti assegnati dall'Albania
| Punti | Giuria             | Televoto           |
| ----- | ------------------ | ------------------ |
| 12    | Macedonia del Nord | Macedonia del Nord |
| 10    | Australia          | Norvegia           |
| 8     | Serbia             | Belgio             |
| 7     | Bulgaria           | Bulgaria           |
| 6     | Slovenia           | Australia          |
| 5     | Ucraina            | Ucraina            |
| 4     | Israele            | Lituania           |
| 3     | Danimarca          | Svizzera           |
| 2     | Polonia            | Danimarca          |
| 1     | Lettonia           | Slovenia           |

| Punti | Giuria      | Televoto  |
| ----- | ----------- | --------- |
| 12    | Australia   | Australia |
| 10    | Francia     | Italia    |
| 8     | Italia      | Bulgaria  |
| 7     | Russia      | Russia    |
| 6     | Spagna      | Ucraina   |
| 5     | Regno Unito | Polonia   |
| 4     | Bulgaria    | Lituania  |
| 3     | Israele     | Svezia    |
| 2     | Malta       | Armenia   |
| 1     | Ungheria    | Ungheria  |